# Орлов, Григорий Владимирович
Граф Григорий Владимирович Орлов (1777—1826) — тайный советник, сенатор и камергер, любитель искусств и покровитель пейзажной школы Позиллипо. Последний представитель рода екатерининских Орловых.

## Биография
Младший сын графа Владимира Григорьевича Орлова от брака с баронессой Елизаветой Ивановной Штакельберг. 

Назван был Григорием в честь дяди. Отношение отца к нему было родительское, но далеко не такое нежное, как к старшему сыну, рано умершему Александру (1769—1787). Начал службу в 1794 году камер-юнкером при дворе великой княгини Елизаветы Алексеевны, 12 апреля 1798 года был пожалован камергером. Современник так описывал его внешность:
Граф был беловолос, как чухонец, бледного лица, глаза оловянные, высокого роста и сухощавый.
 Будучи большим поклонником искусства, Орлов увлекался собиранием картин, эстампов и других художественных произведений. Из-за легкомыслия и склонности к расточительности он наделал много долгов, что привело к конфликту с отцом.
Перед женитьбой решил расстаться со своими коллекциями, чтобы заплатить долги. 3 февраля 1800 года женился на графине Анне Ивановне Салтыковой. Брак этот весьма обрадовал всё семейство Орловых. Новобрачные поселились у графа В. Г. Орлова, но вскоре состояние здоровья графини Анны Ивановны потребовало серьёзного лечения за границей. Григорий Владимирович, прерывая службу отпусками, ездил с женой во Францию, в Италию и Швейцарию, но без успеха. До самой её кончины он периодически жил за границей, в основном в Париже.
В парижском доме Орловых собирались известнейшие французские учёные и литераторы, и между хозяевами и гостями велись часто беседы о русской литературе. В одну из таких бесед графиня высказала мысль о желательности нового перевода басен Крылова на французский язык, и почти все выдающиеся французские литераторы изъявили готовность принять участие в этом деле.
Биограф Крылова П. А. Плетнев пишет по этому поводу, что в доме Орловых открылся как бы турнир поэзии. Граф и графиня работали для них усердно и старались во французскую речь внести как «можно больше русской природы». — Наконец, лучшие 89 басен Крылова, украшенные прекрасными гравюрами, были роскошно изданы графом Орловым вместе с французскими и итальянскими переводами, над которыми трудилось более 80 писателей.
Любя литературные занятия, граф Орлов был автором исторических, политических и литературных мемуаров о Неаполитанском королевстве, истории музыки и истории живописи в Италии и описательных писем, адресованных к графине Софье Владимировне Строгановой. Все эти произведения были написаны на французском языке и изданы в Париже.

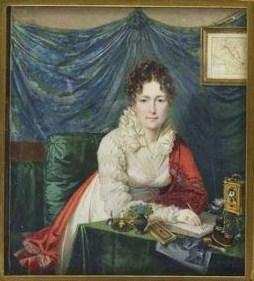
Анна Ивановна Орлова

С 1805 года занимал должность «за обер-прокурорским столом» в 1-м департаменте Сената. С 1806 года — обер-прокурор этого же департамента. С 1808 года — главный директор государственных лесов. С 1811 года — директор государственных имуществ, был освобождён от этой должности во второй половине 1810-х годов.
После смерти жены от болезни сердца в 1824 году вернулся в Россию и более уже не выезжал из неё.
С 1812 года Орлов состоял сенатором 3-го департамента Правительствующего сената. В 1826 году был назначен в Верховный уголовный суд по делу декабристов. Но его службе мешала постепенно развивавшаяся глухота, с ним трудно было разговаривать, но особенно обнаруживалось это, когда он, со свойственной ему страстью к музыке, начинал сам дирижировать домашним оркестром в имении Отрада. При этом отец его и музыканты старались не показывать вида, что результаты репетиции были далеко не удовлетворительны.
Незадолго до смерти граф Орлов намеревался жениться на княгине Варваре Юрьевне Горчаковой (1778—1828), дочери князя Ю. В. Долгорукова, но скоропостижно умер до свадьбы. Внешне он казался в общем здоровым, но с ним часто случались нервные припадки, при которых он лишался сознания. Один из таких припадков, последовавший 22 июня 1826 года, когда граф поднимался по лестнице Сената, был причиной его смерти. Скончался от паралича на следующей день — 23 июня (5 июля) 1826 года, похоронен в Москве.

Детей в браке у него не было, с ним прекратился род екатерининских Орловых. Лучшая характеристика графа Орлова, касающаяся вопроса о его литературной деятельности, принадлежит князю П. А. Вяземскому:
В нем была европейская благонамеренность в уме и обращении; пожалуй, говори, что не он писал свои книги; спасибо ему и за то, что русский граф и русский барин нескольких тысяч душ, искал он отличия авторского и, следовательно, признавал его в душе.
 В некрологе его было сказано, что один уже коллективный перевод Крылова целой группой иностранных литераторов «свидетельствует всеобщее к нему уважение и любовь, которые заслуживал он добротою души и любовью ко всему изящному».

## Награды
- Орден Святого Иоанна Иерусалимского 2-й степени (командор)[6].
- Орден Святого Владимира 3-й степени[5].
- Орден Святой Анны 1-й степени[6].
- Орден Святого Владимира 2-й степени[6].